# Carl Friedrich Zimmermann
Carl Friedrich Zimmermann (* 4./5. August (?) 1817 in Morgenröthe; † 20. Oktober 1898 in Philadelphia) war ein deutscher Instrumentenbauer.
Er begann in den 1830er Jahren in Carlsfeld im Erzgebirge Balginstrumente im Allgemeinen und ab 1847 Harmonikas zu bauen, die er bei C.F. Uhlig kennengelernt hatte. Hierbei handelte es sich um ein Handzuginstrument, das einen Tonumfang von bis zu 102 Tönen (Schefflersche Tonlage) umfasst. Er nannte seine Instrumente Concertina. Vermutlich war Zimmermann der erste, der diesen englischen, auf  Charles Wheatstone (1802–1872) zurückgehenden Begriff auf diesen speziellen deutschen Harmonika-Typus anwandte.
Musikhistorisch gibt es inzwischen keinen Zweifel mehr daran, dass das später als Bandoneon bekannt gewordene verbesserte Concertina-Griffsystem nicht auf Zimmermann, sondern auf den Krefelder Musiklehrer Heinrich Band zurückgeht. 
Zimmermann verkaufte seine Fabrik im Jahre 1864 und wanderte in die USA aus, wo er weiter als Instrumentenbauer aktiv war. Im Jahr 1882 ließ er dort unter dem Namen Charles F. Zimmermann ein Musikinstrument patentieren, das im Gegensatz zum heute als Autoharp bekannten Instrument eine Art Doppelzither in Schmetterlingsform war, bei dem die Saiten auf jeder der beiden Instrumentenseiten eine andere Stimmung erhielten. Die heute gebräuchlichen Autoharps gehen vermutlich auf eine Entwicklung des deutschen Karl August Gütter aus Markneukirchen zurück. Nachdem Zimmermann das Instrument bei einem Deutschlandbesuch kennengelernt hatte, meldete er Gütters Design in den USA zum Patent an, gab ihm den Namen Autoharp und begann mit dem Vertrieb des Instruments, das bald zu einem Verkaufserfolg wurde.